# Kaitlyn McGregor
Kaitlyn Anne McGregor (Herisau, 3 maart 1994) is een Zwitserse langebaanschaatsster. Ze reed tussen 2007 en 2014, waarna ze zeven jaar stopte met schaatsen op hoog niveau, maar sinds 2021 haar rentree maakte. Ze is houdster van vrijwel alle nationale records voor junioren en senioren, behalve de 5000 meter.

## Biografie
Net als Cindy Klassen is McGregor ook begonnen als ijshockeyspeelster. Tot haar twaalfde had ze de Canadese nationaliteit (haar ouders verhuisden halverwege jaren '90 naar Zwitserland waar vader Mark ijshockeycoach was). In haar jeugd speelde ze voor het nationale jeugdteam van Zwitserland. In 2010 wist ze met het Zwitserse ijshockeyteam onder de 18 jaar in de 1e Divisie Wereldkampioen te worden. In datzelfde jaar deed ze mee aan het Wereldkampioenschap Junioren, daarbij eindigde ze op basis van het allroundklassement op de 20e plaats. Eerst combineerde McGregor het langebaanschaatsen met ijshockey, maar vanaf het seizoen 2010-2011 richt ze zich volledig op het langebaanschaatsen. Daarom verhuisde ze ook naar Nederland waar ze trainde bij Desly Hill. Hierna woonde ze in Inzell bij de KIA Speed Skating Academy van Wim den Elsen en Jeremy Wotherspoon en thuis in Ebmallingen, bij Zürich.

### Debuut
Na jaren van absentie van een dame uit Zwitserland bij het langebaanschaatsen in het World Cup circuit, debuteerde McGregor op 12 november 2010 in Heerenveen, Thialf in het World Cup circuit op 16-jarige leeftijd. In de B-divisie werd ze 14e op de 1000 meter. Later in het seizoen 2010–2011 deed ze voor de tweede maal mee aan het Wereldkampioenschap Junioren, dit keer werd ze 14e in het allroundklassement. Op 9 februari 2013 behaalde ze haar eerste wereldbekerpunten. Op de 1500 meter werd ze in de B-groep negende wat haar één punt opleverde. Op 24 februari 2013 behaalde ze de eerste Zwitserse medaille op een schaatstoernooi; ze eindigde als derde op het WK Junioren in Collalbo achter de Japanse wereldkampioene Miho Takagi en nummer twee Antoinette de Jong. Op 11 januari 2014 maakte McGregor haar debuut op het EK Allround in Hamar. Deelname aan de Olympische Winterspelen van 2014 in Sotchi zat er echter niet in; er mochten 36 atleten afreizen en zij was nummer 37. Na het missen van de Olympische Spelen besloot ze om een jaar een time-out te nemen. Na daardoor het seizoen 2014–2015 gemist te hebben, maakte ze in de zomer van 2015 bekend haar carrière te beëindigen.
In het seizoen 2020–2021 maakte ze haar rentree met twee persoonlijke records.

## Persoonlijke records
| Afstand    | Tijd    | Datum            | Baan           |
| ---------- | ------- | ---------------- | -------------- |
| 500 meter  | 0 39,25 | 9 maart 2024     | Inzell         |
| 1000 meter | 1.15,30 | 28 januari 2024  | Salt Lake City |
| 1500 meter | 1.54,91 | 18 februari 2024 | Calgary        |
| 3000 meter | 4.04,18 | 26 januari 2024  | Salt Lake City |
| 5000 meter | 8.39,14 | 21 december 2008 | Inzell         |

(laatst bijgewerkt: 19 februari 2024)

## Resultaten
| Jaar | EK Allround          | WK Allround             | WK Afstanden                                         | Wereldbeker                                           | WK junioren                    |
| ---- | -------------------- | ----------------------- | ---------------------------------------------------- | ----------------------------------------------------- | ------------------------------ |
| 2010 |                      |                         |                                                      |                                                       | NC25 (29, 22, 27, -) 26e 3000m |
| 2011 |                      |                         |                                                      | 0p 1000m                                              | 14e (22, 14, 12, 14)           |
| 2012 |                      |                         |                                                      | 0p 1000m 0p 1500m 22e massastart                      |                                |
| 2013 |                      |                         |                                                      | 53e 1500m 47e 3k/5k                                   | · (5, 5, , )                   |
| 2014 | NC17 (15, 18, 17, -) |                         |                                                      | 0p 500m 50e 1000m 0p 1500m 0p 3k/5k                   |                                |
|      |                      |                         |                                                      |                                                       |                                |
| 2021 |                      |                         | 7e achtervolging                                     |                                                       |                                |
| 2022 |                      |                         |                                                      | 47e 1000m 51e 1500m                                   |                                |
| 2023 |                      |                         | 18e 1500m 20e 3000m HF 12 massastart                 | 48e 500m 29e 1000m 18e 1500m 23e 3k/5k 12e massastart |                                |
| 2024 |                      | NC11 (12e, 12e, 11e, -) | 9e 1500m 13e 3000m HF 10 massastart 8e achtervolging | 60e 500m 32e 1000m 13e 1500m 22e 3k/5k 8e massastart  |                                |
| 2025 |                      |                         | 20e 1500m 6e massastart                              | 0p 500m 30e 1000m 24e 1500m 35e 3k/5k 9e massastart   |                                |

- = geen deelname
NC# = niet gekwalificeerd voor de laatste afstand, maar wel als # geklasseerd in de eindrangschikking
(#, #, #, #) = afstandspositie op juniorentoernooi (500m, 1500m, 1000m, 3000m).
0p = wel deelgenomen, maar geen punten behaald.
 NC = niet gekwalificeerd voor de laatste afstand 